# Acanthogorgia pararidleyi
Acanthogorgia pararidleyi är en korallart som först beskrevs av Stiasny 1947.  Acanthogorgia pararidleyi ingår i släktet Acanthogorgia och familjen Acanthogorgiidae. Inga underarter finns listade i Catalogue of Life.